# Japansk bøg
Japansk bøg (Fagus crenata) (Japansk: Buna) er et løvfældende træ, der har mange fællestræk med bøg. Arten er hårdfør, men plantes kun sjældent og i givet fald kun som parktræ. I Japan er arten meget efterspurgt som bonsaiplante.

## Beskrivelse
Japansk bøg er et stort, løvfældende træ med en tæt, afrundet krone. Barken er først lysegrøn og behåret, men senere bliver den glat og brun med lyse korkporer. Gamle grene og stammer får efterhånden en glat, grå bark. Knopperne er spredt stillede, spidse og brune. Bladene er hele og ovale med bølget rand. Oversiden er blank og mørkegrøn, mens undersiden er svagt behåret og lysegrøn. Høstfarven er gul til rødbrun. Blomstringen foregår i maj-juni, og blomsterne er uregelmæssige og reducerede. De hunlige blomster sidder få sammen, mens de hanlige danner korte rakler, – begge fra bladhjørnerne. Frugterne er trekantede nødder, der sidder i piggede frøgemmer.
Rodsystemet består af kraftige, udbredte hovedrødder og fine siderødder.
Højde x bredde og årlig tilvækst: 35 x 20 m (25 x 10 cm/år). 

## Hjemsted
Japansk bøg hører, som navnet siger, hjemme i Japan, hvor arten er dominerende træ i mange af skovene på de fire hovedøer. Den er knyttet til skov på en veldrænet og leret eller sandet jord. 
Ōu-bjergene strækker sig fra nord til syd midt gennem Tōhoku-regionen i Japan. På de 1.500-2.000 m høje, vulkanske bjerge danner blandede skove med både løvfældende arter og nåletræer den øverste vegetation, og her vokser arten sammen med bl.a. Abies mariesii (en art af ædelgran), bjergkirsebær, japansk hemlock, japansk røn, kamtjatkabirk, krybefyr, kurilerbambus, Salix reinii (en art af Pil) og østsibirisk el
| Portal | Portal:Botanik |

## Note
1. ↑  Hitoshi Onodera: The Fir (Abies mariesii) Forests of the Oou Mountains Arkiveret 5. marts 2016 hos  Wayback Machine (engelsk)